# Cyrtodactylus murua
Cyrtodactylus murua là một loài thằn lằn trong họ Gekkonidae. Loài này được Kraus & Allison mô tả khoa học đầu tiên năm 2006.